# Pegomya mediarmata
Pegomya mediarmata är en tvåvingeart som beskrevs av Zheng och Xue 2002. Pegomya mediarmata ingår i släktet Pegomya och familjen blomsterflugor.
Artens utbredningsområde är Liaoning (Kina). Inga underarter finns listade i Catalogue of Life.